# Pabellón de Estados Unidos en la Bienal de Venecia
El Pabellón de Estados Unidos en la Bienal de Venecia es un espacio artístico ubicado en la ciudad de Venecia con motivo de la Bienal de Venecia. El Pabellón de Estados Unidos en la Bienal de Venecia fue construido en 1930 por la Grand Central Galerías de Arte, una cooperativa de artistas sin ánimo de lucro establecida en 1922 por Walter Leighton Clark junto con John Singer Sargent, Edmund Greacen, y otros. Como pronunció en 1934 la Galería 'el objetivo de la organización era "dar un campo más amplio para el arte americano, para exponer de una manera más grande para un público más numeroso, no sólo en Nueva York sino en todo el país, lo que muestra al mundo el valor intrínseco que posee, sin duda, nuestro arte. "
Después de haber trabajado intensamente para promover el arte estadounidense en el país la década de 1920, en 1930 Walter Clark Leighton y la Grand Central Galerías de Arte encabezó la creación del Pabellón de EE. UU. en la Bienal de Venecia. Hasta entonces no había lugar en la Bienal dedicada al arte de América, y Clark consideró que era crucial para establecer las credenciales de los artistas de la nación en el extranjero. Los arquitectos del pabellón fueron William Adams Delano, quien también diseñó la Grand Central galerías de arte, y Chester Holmes Aldrich. La compra del terreno, el diseño y construcción fue pagada por las galerías y supervisado personalmente por Clark. Como escribió en el catálogo de 1934:
"Siguiendo nuestro propósito de poner el arte americano en una posición destacada ante el mundo, los directores de hace unos años se hicieron con la suma de $25.000 para la construcción de un edificio de exposición en Venecia en el terreno de la Bienal Internacional. Los Señores Delano y Aldrich generosamente donaron los planos para este edificio que se construye en mármol de Istria y ladrillo rosa."

## Historia
El pabellón, de propiedad y administrado por la galería, abrió el 4 de mayo de 1930. Aproximadamente noventa pinturas y doce esculturas fueron seleccionados por Clark para la exposición de apertura. Expusieron artistas destacados como Max Boehm, Caser Héctor, Lillian Hale Westcott, Edward Hopper, Poole Abraham, Rolshoven Julio, Pollett José, Savage Eugene, Shofeld Elmer, Keelan Ofelia, y el artista afroamericano Henry Tanner. El embajador de Estados Unidos. John W. Garrett inauguró la fiesta inicial del pabellón junto con el Duque de Bérgamo.
El Grand Central Galerías de Arte administró el Pabellón de Estados Unidos hasta 1954, cuando fue vendido al MoMA -Museo de Arte Moderno de Nueva York. Las muestras de los años 1950 y 1960 fueron organizados por el MoMA, el Instituto de Arte de Chicago y el Museo de Arte de Baltimore. El MoMA se retiró de la Bienal en 1964, y la Agencia de Información de los Estados Unidos se ocupó el pabellón hasta que fue vendido al Museo Guggenheim, y pagado con fondos provenientes de la Colección Peggy Guggenheim.

## Expositores
Lista parcial de los expositores en el Pabellón Estadounidense:
- 1930 (1 ª)  - Edward Hopper
- 1950 (26 ª) - Jackson Pollock / Arshile Gorky
- 1954 (28 ª) - Willem de Kooning
- 1960 (30 ª) - Franz Kline / Philip Guston / Hans Hofmann
- 1962 (31 ª) - Louise Nevelson
- 1964 (32 ª) - Jasper Johns / Robert Rauschenberg / Frank Stella / Morris Louis / Jim Dine / Kenneth Noland / Claes Oldenburg
- 1966 (33 ª) - Roy Lichtenstein / Helen Frankenthaler / Ellsworth Kelly
- 1968 (34 ª) - Red Grooms
- 1972 (36 ª) - Diane Arbus / Richard Estes
- 1976 (37 ª) - Andy Warhol / Robert Motherwell / Agnes Martin / Donald Judd / Ed Ruscha
- 1978 (38 ª) - Harry Callahan
- 1980 (39 ª) - Christo / Vito Acconci / Laurie Anderson
- 1982 (40 ª) - Robert Smithson (póstumo)
- 1984 (41 ª) - Eric Fischl
- 1986 (42 ª) - Isamu Noguchi
- 1988 (43 ª) - Jasper Johns
- 1990 (44 ª) - Jenny Holzer
- 1993 (45 ª) - Louise Bourgeois
- 1995 (46 ª) - Bill Viola
- 1997 (47 ª) - Robert Colescott
- 1999 (48 ª) - Ann Hamilton
- 2001 (49 ª) - Robert Gober
- 2003 (50 ª) - Fred Wilson
- 2005 (51 ª) - Ed Ruscha
- 2007 (52 ª) - Félix González-Torres (póstumo)
- 2009 (53 ª) - Bruce Nauman
- 2011 (54 ª) - Allora & Calzadilla